# Осада Виксберга
Осада Виксберга (англ. Siege of Vicksburg) — крупная военная операция Гражданской войны в США, завершившая Виксбергскую кампанию генерала Гранта. В результате нескольких удачных манёвров федеральная Армия Теннесси под командованием генерала Улисса Гранта переправилась через реку Миссисипи, вынудив конфедератов во главе с генералом Джоном Пембертоном отойти в укреплённый город Виксберг. После того, как две попытки штурма (19 и 22 мая) были отбиты с тяжелыми потерями, Грант осадил город. После того как в городе закончились запасы продовольствия, 4 июля 1863 года армия южан капитулировала. После захвата Виксберга и последовавшей за этим капитуляции южан в Порт-Гудзоне северяне установили контроль над всем течением реки Миссисипи, в результате территория Конфедерации оказалась рассечена на две части, лишенные сообщения друг с другом. Потеря Конфедерацией контроля над Миссисипи и поражение генерала Роберта Ли в Битве при Геттисберге считаются переломным моментом в ходе Гражданской войны.

## Предыстория
К середине мая 1863 года армия генерала Гранта, переправившись через Миссисипи и одержав несколько побед, заняла город Джексон, столицу штата. Пембертону было известно, что корпус генерала Шермана готовится обойти его с севера, поэтому он отступил, избегая окружения. Отступая к хорошо укреплённому Виксбергу, армия южан сжигала за собой мосты и забирала все съестные припасы.
В предыдущих столкновениях с армией Гранта конфедераты потеряли почти три четверти своих солдат и многие в Виксберге надеялись, что на помощь городу прибудет генерал Джонстон, однако этого не произошло.
Многочисленная федеральная армия, восстанавливая сожжённые южанами мосты, приближалась к городу и достигла его 18 мая. Джонстон послал Пембертону (своему подчинённому) сообщение, в котором просил его оставить город, сохранив армию. Но по неизвестным причинам Пембертон этого не сделал. Существует предположение, что Пембертон, северянин по рождению, боялся быть обвинённым в измене в случае отступления из Виксберга.
На момент подхода федеральных сил Пембертон имел в своем распоряжении около 18500 человек, в то время как у Гранта было более 35000 солдат и ожидалось подкрепление. С другой стороны, на стороне конфедератов была удобная для обороны местность и мощные укрепления, что делало их позиции практически неприступными. Протяженность укреплений вокруг Виксберга достигала 10 километров; по периметру были установлены пушки, построены редуты и люнеты. На доминирующих высотах были построены форты.

## Силы сторон

### Армия Пембертона
Миссиссипская армия Джона Пембертона в Виксберге состояла из 4-х дивизий:
- Дивизия Картера Стивенсона
  - Бригада Сета Бартона
  - Бригада Альфреда Камминга
  - Бригада Стефана Ли
  - Бригада Александра Рейнольдса
- Дивизия Джона Форней
  - Бригада Льюиса Хейберта
  - Бригада Джона Мура
- Дивизия Мартина Смита
  - Бригада Уильяма Болдуина
  - Бригада Джона Вогна
  - Бригада Френсиса Шоупа
- Дивизия Джона Боуэна
  - Бригада Френсиса Кокрелла
  - Бригада Томаса Докери

Артиллерия Эдварда Хиггинса

### Армия Гранта
Теннессийская армия Улисса Гранта состоял из 16 дивизий в пяти корпусах:
- IX корпус Джона Парке
  - Дивизия Томаса Уэлша
  - Дивизия Роберта Поттера
- XIII корпус Джона МакКлернанда
  - Дивизия Петера Остерхауза
  - Дивизия Эндрю Смита
  - Дивизия Эльвина Хоуэй
  - Дивизия Юджена Карра
- XV корпус Уильяма Шермана
  - Дивизия Фредерика Стила
  - Дивизия Френсиса Блэра
  - Дивизия Джеймса Таттла
- XVI корпус Кодвалладера Уошбёрна
  - Дивизия Уильяма Смита
  - Дивизия Джекоба Лоумана
  - Дивизия Натана Кимбэлла
- XVII корпус Джеймса Макферсона
  - Дивизия Джона Логана
  - Дивизия Джона Макартура
  - Дивизия Исаака Квинби
  - Дивизия Френсиса Херрона
- Дистрикт Северо-Восточной Луизианы под ком. Элиаса Денниса[1]

## Попытки штурма

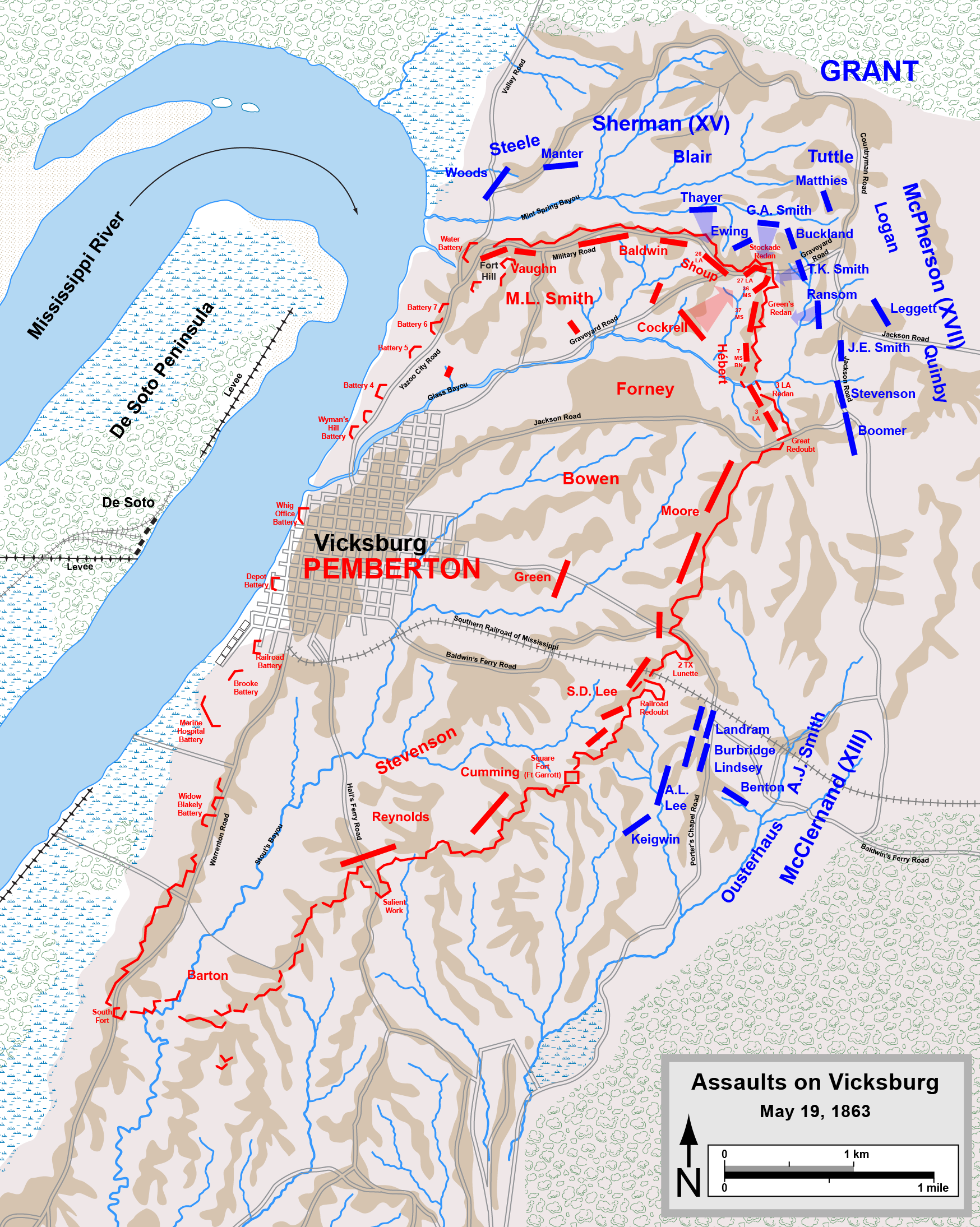
Атаки 19-го мая

Грант хотел сокрушить южан до того, как они полностью подготовятся к обороне и 19 мая приказал немедленно начать штурм. Корпус генерала Шермана, начавший атаку с севера, вынужден был под ружейным и артиллерийским огнём преодолевать защитный ров (2 метра в глубину и 2,5 метра в ширину), а затем лезть на пятиметровую стену. Первая атака была с лёгкостью отбита миссисипцами из бригады Льюиса Хейберта.
Грант приказал произвести артобстрел укреплений, после чего послал в атаку дивизию Френсиса Блэра, но дальше защитного рва продвинуться не удалось и всё закончилось ружейной перестрелкой. Неудачные попытки первого штурма привели к потере 157 человек убитыми и почти 800 ранеными, после чего боевой дух атакующих был подорван. Конфедераты потеряли всего 8 человек убитыми и 62 ранеными. Неудача серьёзно сказалась на боевом духе федеральной армии, который был довольно высок после триумфального шествия через Миссисипи. Южане же, прежде деморализованные поражениями, теперь воспряли духом.
Грант запланировал новый штурм на 22 мая, на этот раз более тщательно продуманный и подготовленный. Предполагалось тщательно разведать позиции противника, после чего ослабить их артиллерийским огнём. Передовые отряды были снабжены лестницами для преодоления стен. Грант не хотел долгой осады и приказал всей армии атаковать сразу по всему фронту.
В ночь на 22 мая федеральная армия провела обстрел города из 220 полевых орудий и орудий флота адмирала Портера. Обстрел не нанёс серьёзного урона, но произвёл впечатление на гражданское население города. Утром обстрел повторили, а через 4 часа, примерно в 10:00 федеральная армия пошла в наступление на фронте в 3 мили.
Шерман снова атаковал по линии Грейвъярдской дороги, пустив вперёд 150 добровольцев с лестницами и дощатыми настилами; за ними шли дивизии Блэра и Таттла. Замысел состоял в концентрации войск на узком участке прорыва. Однако, атакующие натолкнулись на плотный винтовочный огонь и остановились. Бригады Джилса Смита и Килби Смита подошли на 100 ярдов к укреплению Гринс-Редан и открыли оттуда огонь по защитникам редана, но без особого успеха. Для дивизии Таттла вообще не нашлось места. На правом фланге Шермана дивизия Фредерика Стила без особого успеха атаковала противника через долину ручья Майнт-Спринг-Байу.
Корпус Макферсона действовал в центре, будучи развернут вдоль дороги Джексон-Роуд. На его правом фланге наступала бригада Томаса Рансома, которая сумела подойти на 100 ярдов к линиям противника, но попала под фланговый огонь с Гринс-Редана. На левом фланге дивизия Джона Логана атаковала Третий луизианский редан и Большой редут. Бригада Джона Смита подошла к скату редана, но там остановилась и простояла там до темноты, когда была отозвана. Бригада Джона Стивенсона успешно наступала в двух колоннах на Большой Редут, но обнаружилось, что их лестницы слишком коротки для преодоления укреплений. Дивизия Исаака Квинби начала наступать, но вскоре остановилась из-за разногласий между командующими генералами.

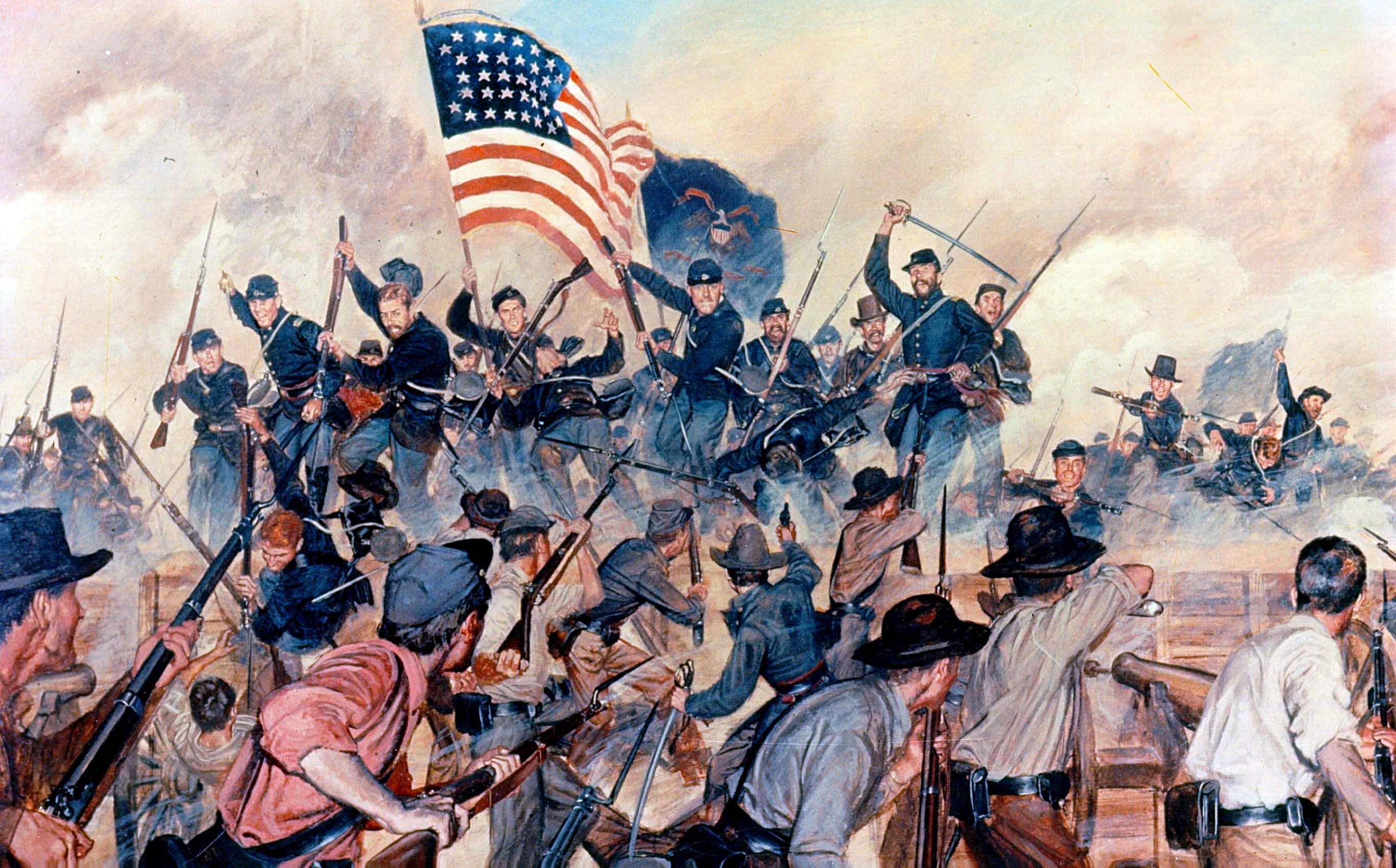
Штурм Виксберга, 19 мая

На левом фланге армии корпус МакКлернанда наступал по дороге Болдуин-Ферри-Роуд и вдоль южной миссисипской железной дороги. Дивизии Юджина Карра было поручено захватить Железнодорожный редут и 2-й техасский люнет. Дивизии Питера Остерхауза было поручено занять Квадратный Форт. Люди Карра сумели прорвать линии противника в районе техасского люнета и запросили подкреплений.
Грант позже писал:
Атака была отважной, и каждый корпус сумел прорваться к стенам противника и установить на них знамёна, но нигде не удалось прорваться внутрь. Генерал МакКлернанд сообщил, что захватил траншеи противника в нескольких местах и нуждается в подкреплениях. Я нашел позицию с которой, как мне казалось, будет хорошо видно все, что происходит на фронте, но мне не удалось рассмотреть успеха, о котором он говорил.

## Осада
В начале осады части Гранта вокруг Виксберга насчитывали не более 34 тысяч человек. К Гранту подходили всё новые подкрепления и к началу июня город осаждающих было уже 54 тысяч. Гарнизон же Виксберга насчитывал около 30 тысяч человек. К концу июня Виксберг осаждала уже 70-тысячная армия северян.

## Капитуляция

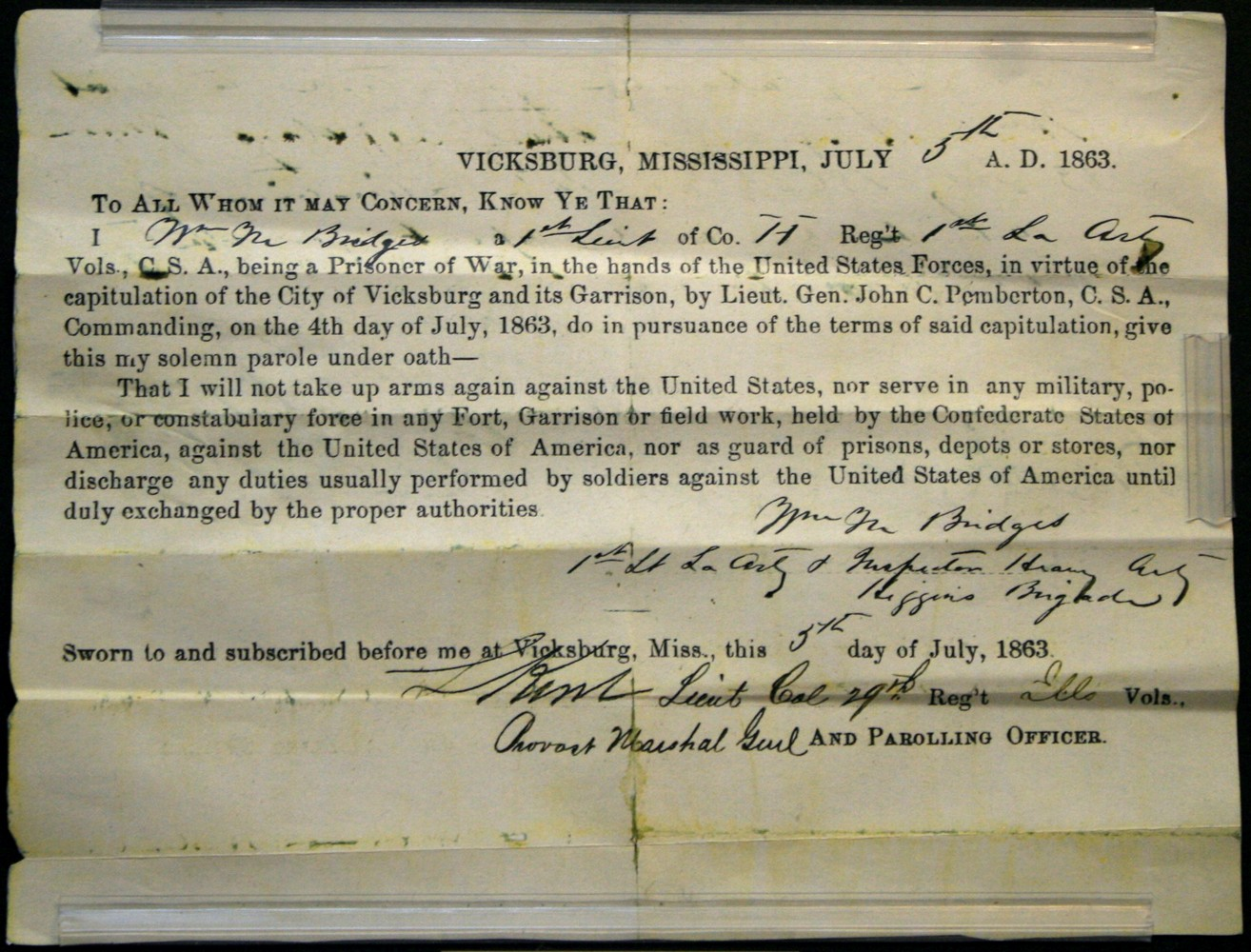
Удостоверение освобождённого под честное слово военнопленного южанина с обязательством больше не поднимать оружие против США, выданное при капитуляции Виксберга,

После того как по приказу Гранта части Шермана отбили шедшее на выручку к Виксбергу 30-тысячное войско Джонстона, стало ясно, что город обречен. Тяготы осады и постоянные обстрелы надломили дух солдат Пембертона.
Грант назначил решающий штурм на 6 июля. Но уже 3 июля Пембертон и его штаб, признав сопротивление бессмысленным, запросили Гранта о возможности перемирия во избежание дальнейшего кровопролития. Грант дал свой стандартный ответ — безоговорочная капитуляция.
Рано утром 4 июля гарнизон во главе с Пембертоном вышел из-за укреплений Виксберга и сложили оружие к ногам победителей. В плен попало 29 тысяч 511 солдат и офицеров конфедерации.